# 盘龙郡
盘龙郡，中国南北朝时西魏设置的郡。
西魏废帝时改北巴西郡置，治所在阆中县（今四川省阆中市）。辖境相当今四川省阆中市一带。隋朝开皇初年废。 